# Design Your Universe
Albums de Epica
The Classical Conspiracy
(2009) Requiem for the Indifferent
(2012)
Singles
1. Unleashed
Sortie : 25 septembre 2009
2. Martyr of the Free Word
Sortie : 30 octobre 2009

Design Your Universe est le cinquième album du groupe de metal symphonique néerlandais Epica, publié le 16 octobre 2009 chez Nuclear Blast.

## Liste des chansons
| No  | Titre                                                   | Paroles       | Musique                                              | Durée |
| --- | ------------------------------------------------------- | ------------- | ---------------------------------------------------- | ----- |
| 1.  | Samadhi (Prelude)                                       | Mark Jansen   | Mark Jansen                                          | 1:27  |
| 2.  | Resign to Surrender (A New Age Dawns, Part IV)          | Jansen        | Jansen, Jack Driessen, Simone Simons, Isaac Delahaye | 6:19  |
| 3.  | Unleashed                                               | Simone Simons | Coen Janssen, Jansen, Delahaye                       | 5:48  |
| 4.  | Martyr of the Free Word                                 | Jansen        | Ariën van Weesenbeck, Janssen, Jansen, Delahaye      | 5:03  |
| 5.  | Our Destiny                                             | Simons        | Jansen, van Weesenbeck, Yves Huts, Simons, Delahaye  | 6:00  |
| 6.  | Kingdom of Heaven (A New Age Dawns, Part V)             | Jansen        | Jansen, Delahaye                                     | 13:35 |
| 7.  | The Price of Freedom (Interlude) (Instrumental)         |               | Janssen                                              | 1:14  |
| 8.  | Burn to a Cinder                                        | Simons        | Janssen, Jansen, Delahaye, Simons                    | 5:41  |
| 9.  | Tides of Time                                           | Simons        | Janssen                                              | 5:34  |
| 10. | Deconstruct                                             | Simons        | Huts, Jansen                                         | 4:14  |
| 11. | Semblance of Liberty                                    | Jansen        | Jansen, Delahaye                                     | 5:42  |
| 12. | White Waters (Avec Tony Kakko de Sonata Arctica)        | Simons        | Jansen, Simons, Delahaye                             | 4:44  |
| 13. | Design Your Universe (A New Age Dawns, Part VI)         | Jansen        | Jansen, Delahaye, Janssen                            | 9:29  |
| 14. | Incentive (Bonus)                                       | Jansen        | Jansen, Delahaye                                     | 4:14  |
| 15. | Unleashed (duet version) (Bonus avec Amanda Somerville) | Simons        | Janssen, Jansen, Delahaye                            | 5:50  |
| 16. | Nothing's Wrong (Bonus japonais)                        | Heideroosjes  | Heideroosjes                                         | 3:24  |

## Crédits

### Membres du groupe
- Simone Simons : chant
- Mark Jansen : guitare rythmique, grunts et screams
- Coen Janssen : claviers et piano
- Isaac Delahaye : guitare solo
- Yves Huts : basse
- Ariën van Weesenbeck : batterie, grunts et paroles parlées

### Chœurs
- Sopranos : Linda van Summeren & Bridget Fogle
- Altos : Amanda Somerville et Cloudy Yang
- Ténor : Previn Moore
- Barytons : Simon Oberender, Olaf Reitmeier et Coen Janssen